# Karl Anton Koenigs
Karl Anton Koenigs (* 17. September 1979 in Bonn) ist ein deutscher Fotograf und Künstler.

## Leben
Karl Anton Koenigs wurde 1979 in Bonn geboren. Von 2003 bis 2006 studierte er Visuelle Kommunikation an der Middlesex University of London. Nach dem Bachelor of Arts geht Koenigs für zwei Jahre bei dem Fotografen Edgar E. Herbst in die Lehre.
Er war lange als Gesellschaftsfotograf unter anderem für Park Avenue, Vanity Fair, Vogue und Interview Magazine tätig.
2019 machte er sein Diplom an der Kunsthochschule für Medien in Köln, währenddessen gründet er 2017 das Kakversum. Unter diesem Namen entstehen in jedem Jahr Ausstellungen zu den unterschiedlichsten Themen.

## Ausstellungen (Auswahl)
- 2009: Berlin Now. Dagmar von Taube, Galerie Camera Work, Berlin[11][12]
- 2010: In Bewegung. Adelsheim Leuchtet, Adelsheim[13]
- 2013: My Vanity Affairs. Tucholskystrasse, Berlin[14]
- 2014: Promigeil. Mit Edgar E. Herbst, Waschhaus, Potsdam[15]
- 2017: Kakversum`s Geburt. Kunst und Kulturforum, Laubach[16]
- 2017: Kakversum on Tour. Kunsthof Opprechts, mit Uwe Neuhaus, Stefan Roloff, Altusried[17]
- 2017: Die brennende Scheune. Kakversum, Lich
- 2018: Verwandte Flaneure. mit Madeleine Solms, Kunst und Kulturstation, Wetzlar
- 2018: Willst Du mich Verkakeiern. Kakversum, Lich[18]
- 2019: Zum Blauen Kaktus – Eine Kneipe als Installation. Kakversum, Lich[19]
- 2020: Portraits of Life. Kulturrestaurant Savanne, Lich[20]
- 2021: Plastische Perspektiven. Werkforum, Bad Salzhausen[21]
- 2021: Deutschland erstes Kneipenmuseum. Kakversum, Lich
- 2022: Zwischen den Zeiten. Assistenz bei Louis von Adelsheim, Adelsheim Leuchtet, Adelsheim[22]
- 2022: Die Trinker. Kunsthof Opprechts, mit Paula Anguita, Uwe Neuhaus und Louis von Adelsheim, Altusried[23]
- 2022: Nacht egal ich hör Lich zapfen. Mit Louis von Adelsheim und Marie von Dewitz, Kakversum, Lich[24]
- 2023: Walking on Water. Mit Louis von Adelsheim, Friederike von Stackelberg, Westwendischer Kunstverein, Gartow[25][26]
- 2023: Der Meeresaltar. Mit Louis von Adelsheim, Lich[27]
- 2024: Emergency Exit. Mit Louis von Adelsheim, Adelsheim Leuchtet, Adelsheim[28][29]
- 2024: Stimmen der Verantwortung – Im Schatten des Systems. Mit Louis von Adelsheim, Justizvollzugsanstalt Adelsheim[30]

## Veröffentlichungen
- Berlin Now, hrsg. von Dagmar von Taube. Teneues Verlag, 2009, ISBN 978-3-8327-9353-1.
- icke und so, hrsg. von kakversum, 2018, ISBN 978-3-00-075979-6
- Portraits of Life, hrsg. von kakversum und Kunsthochschule für Medien Köln, 2019, ISBN 978-3-00-075980-2